# Lý Phong (Thục Hán)
Lý Phong (tiếng Trung: 李豐; bính âm: Li Feng; ? - ?), không rõ tên tự, là quan viên, tướng lĩnh nhà Quý Hán thời Tam Quốc trong lịch sử Trung Quốc.

## Cuộc đời
Lý Phong quê ở quận Nam Dương, Kinh Châu, là con trai của Tiền tướng quân, Giang Châu đô đốc Lý Nghiêm.
Năm 223, khi Tiên Chủ băng hà, lấy Gia Cát Lượng, Lý Nghiêm làm phụ chính, phò tá Hậu Chủ. Lý Nghiêm cá tính cao ngạo, làm việc chỉ nhắm đến lợi ích cá nhân, không lý giải được lý tưởng bắc phạt của Gia Cát Lượng, nhiều lần gây xích mích với quan tướng trong triều. Năm 229, Nghiêm lại muốn phân chia 5 quận Ích Châu thành Ba Châu để chuyên quyền. Năm 230, để ổn định hậu phương, thừa tướng Gia Cát Lượng điều Nghiêm làm Phiêu kỵ tướng quân, dẫn quân lên Hán Trung, quản lý hậu cần lương thảo. Để trấn an Nghiêm, triều đình phong Lý Phong làm Giang Châu đô đốc, quản lý quân vụ.
Năm 231, Lý Nghiêm tự ý cắt đứt vận lương, khiến bắc phạt thất bại, còn muốn đùn đẩy trách nhiệm. Gia Cát Lượng cùng các quan viên, tướng lĩnh dâng biểu xin Hậu Chủ phế truất Nghiêm. Lý Nghiêm chịu tội, bị đày ở quận Tử Đồng. Lý Phong sau đó cũng bị cách chức đô đốc, chuyển làm trung lang tòng quân, làm cộng sự của trưởng sử Tưởng Uyển. Gia Cát Lượng vì an ủi cha con Nghiêm, có viết một bức thư khuyên nhủ gửi cho Phong.
Năm 234, sau khi Lý Nghiêm qua đời, Lý Phong vẫn tiếp tục hoạn lộ, làm quan đến chức thái thú Chu Đề.

## Trong văn hóa
Trong tiểu thuyết Tam quốc diễn nghĩa, Lý Phong xuất hiện ở hồi 94. Năm 228, Mạnh Đạt muốn về Hán, cho người liên lạc với trấn thủ Vĩnh An là Lý Nghiêm. Nghiêm cử con trai Lý Phong đến trại Kỳ Sơn gặp thừa tướng Khổng Minh, kể rõ đầu đuôi sự việc. Khổng Minh mừng lắm, hậu thưởng Phong. Năm 231, Khổng Minh bắc phạt, vừa mới đại thắng ở Lỗ Thành thì nhân được thư của Lý Nghiêm nói rằng quân Ngô tấn công. Khổng Minh thu quân, phát hiện dối trá, đày Nghiêm ra quận Tử Đồng, lại dùng Lý Phong làm trưởng sử, thay cha phụ trách lương thảo. Năm 234, thừa tướng Khổng Minh lại xuất quân bắc phạt, sai Lý Phong vận chuyển sẵn lương thảo đến hang Tà Cốc chờ đại quân.